# Casafair

Logo

Casafair ist ein Schweizer Interessenverband, der die Interessen von Hauseigentümern und Besitzern von anderem Wohneigentum (etwa Stockwerkeigentum) vertritt.
Der Verband setzt sich gemäss eigenem Leitbild «für einen haushälterischen Umgang mit dem Boden, klimafreundliches Bauen, gesundes Wohnen und faire Miet- und Nachbarschaftsverhältnisse» ein. Das Zentralsekretariat befindet sich in Bern.
Gegründet wurde der Verband 1988 unter dem Namen Hausverein Schweiz (französisch: HabitatDurable Suisse) in der Folge der Abstimmung über die Eidgenössische Volksinitiative «Stadt-Land-Initiative gegen die Bodenspekulation», die mit 69,2 % Nein-Stimmen abgelehnt wurde. Im Mai 2019 wurde der Hausverein umbenannt und tritt seither unter dem Namen Casafair auf.
Casafair hat über 15'000 Mitglieder (Juni 2023) und versteht sich als die Alternative zum Hauseigentümerverband. Acht Sektionen engagieren sich in allen Teilen der Schweiz für die Ziele des Verbands. Das Dach bildet der Zentralvorstand, den Claudia Friedl (SP-Nationalrätin) präsidiert.